# 塞利蒙塔納門

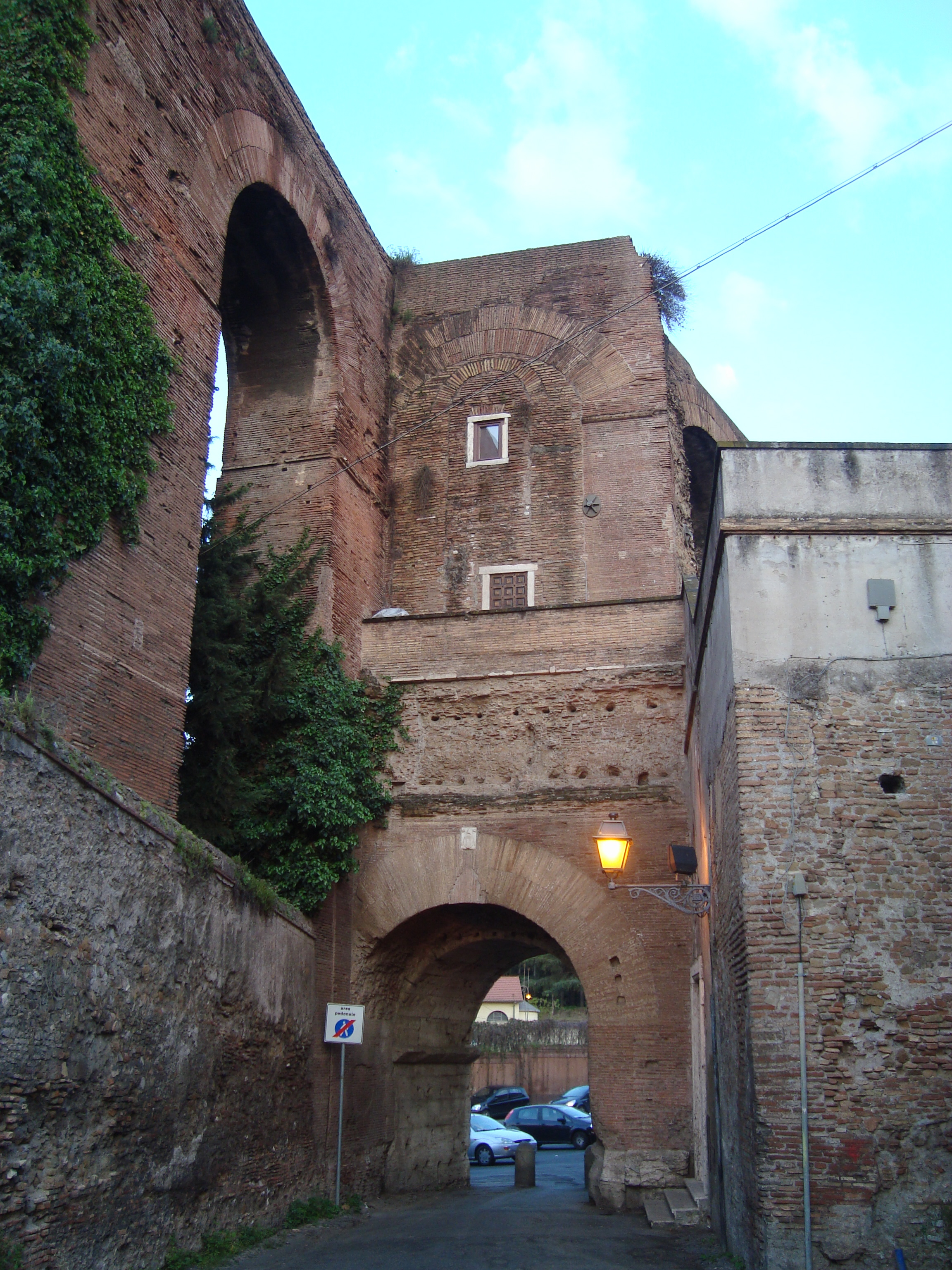

塞利蒙塔納門（Porta Caelimontana）是古羅馬塞維安城牆的城門之一。在文藝復興時期，塞利蒙塔納門曾是一座收費站。

## 外部連結
- Map showing the Porta Caelimontana in Leonardo Benevolo, Historie de la ville (Editions Parenthèses, 1975, 2004), p. 95 online. （页面存档备份，存于）

41°53′08″N 12°29′43″E / 41.8856°N 12.4952°E